# Oligosoma judgei
Espèce
Oligosoma judgei est une espèce de sauriens de la famille des Scincidae.

## Répartition
Cette espèce est endémique de l'île du Sud en Nouvelle-Zélande.

## Étymologie
Cette espèce est nommée en l'honneur de Murray Judge et de Bronwyn Judge.

## Publication originale
- Patterson & Bell, 2009 : The Barrier skink Oligosoma judgei n. sp. (Reptilia: Scincidae) from the Darran and Takitimu Mountains, South Island, New Zealand. Zootaxa, no 2271, p. 43–56.